# リンカーン郡区 (アイオワ州カルフーン郡)
リンカーン郡区 (Lincoln Township) は、アメリカ合衆国アイオワ州カルフーン郡にある16の郡区の一つである。2000年の国勢調査で、人口は2150人だった。

## 地理
リンカーン郡区は91.5平方キロメートル（35.32平方マイル）で、Mansonが含まれる。アメリカ地質調査所によると、この郡区はHopeとRose HillとSaint ThomasとTrinityの4つの霊園が含まれる。